# 蔡再懃
蔡再懃（英語：Tsai Choi Kwan，1995年3月16日—），生於香港，香港籃球運動員，司職得分後衛，現時效力香港甲一籃球聯賽滿貫球隊。

## 籃球生涯
蔡再懃生於香港，就讀中華基督教會基華小學。小時候未接受過任何正統訓練，直至在觀塘功樂官立中學才加入校隊，並在短短3內年協助校隊由D3升上D1學界賽事。到16歲獲體育名校拔萃男書院青睞，其後多次以隊長身份帶領校隊捧走學界錦標，更在2014年的NIKE League榮膺最有價值球員。
在2015年，蔡再懃獲南華班主洪游奕賞識，加盟旗下球隊南青外，還到南華跟操，而蔡再懃在聯賽場場貢獻雙位數字得分，其後在常規賽壓軸與飛鷹一戰，更狂轟36分，寫下單場個人最高得分紀錄，使他以場均21.43分後上壓倒前加拿大國家隊成員泰那和余理洋，以20歲之齡登上聯賽得分王。但他未能帶領球隊有好成績，最終亦僅以第5完成常規賽，與季前目標的第4只差一步。
在2016年12月，南華從南青提拔蔡再懃加盟，於12月13日對新加坡國家隊的第21屆超級工商盃首次上陣便貢獻14分，協助球隊以90–45勝出。在2017年7月，他協助南華在五場三勝制系列賽，以場數3–0擊敗永倫，獲得個人首枚冠軍指環。
2019年，蔡再懃宣佈離開南華，改投另一支香港甲一籃球聯賽球隊滿貫。

## 國際賽生涯
在2014年11月，蔡再懃代表香港籃球代表隊出戰亞洲大學男子籃球錦標賽，並協助香港爆冷在亞洲大學運動會兩度擊敗南韓國家隊，歷史性奪得亞洲大學生籃球錦標賽季軍，其中他在2014年11月8日對南韓國家隊的賽事，在最後4.3秒絕殺上籃以78–76勝出，成為香港首奪季軍的功臣之一。在2016年11月5日，蔡再懃於港澳籃球埠際賽首獲香港籃球代表隊徵召，並於地標戰後備上陣，即獨取11分，協助香港以93–65贏得埠際賽冠軍。2017年11月，他獲香港代表隊徵召出戰世界盃亞洲區外圍賽，成為歷史上香港首批參與世界盃的球員，並分別隨於主場和作客迎戰勁旅中國，韓國以及新西蘭國家隊，結果香港首輪大敗予中國和新西蘭。
2018年8月，蔡再懃獲香港籃球代表隊徵召，出戰印尼雅加達亞運會。

## 外部連結
- 蔡再懃在fiba.basketball（英语）
- 蔡再懃在archive.fiba.com（archived）（英语）
- 蔡再懃在Eurobasket.com（球員）（英语）
- 蔡再懃在RealGM（英语）